# Tjalling-C.-Koopmans-Preis
Der Tjalling-C.-Koopmans-Preis ist ein Preis, der in Erinnerung an den niederländisch-US-amerikanischen Ökonomen Tjalling C. Koopmans von der Fachzeitschrift Econometric Theory vergeben wird. Mit dem Preis wird alle drei Jahre der beste in der Econometric Theory (ET) publizierte Artikel über diese Periode geehrt. Er ist mit 1000 US-Dollar dotiert und wird seit 1987 regelmäßig vergeben.

## Vergabe
Die Redaktion des Econometric Theory bestimmt alle drei Jahre den besten, in der Vorperiode in der ET veröffentlichten Artikel. In Frage kommen alle in der ET veröffentlichten Aufsätze, mit Ausnahme solcher, an der amtierende Redakteure und Editoren mitwirkten.

## Bisherige Preisträger
Folgende Ökonomen wurden bisher mit dem Preis geehrt:
| Periode   | Preisträger                                          | Titel des Artikels |
| --------- | ---------------------------------------------------- | --- |
| 1985–1987 | Christian Gouriéroux, Alan Monfort und Alain Trognon | A General Approach to Serial Correlation |
| 1988–1990 | Yuzo Hosoya, Yoshihiko Tsukuda und Nobuhiko Terui    | Ancillarity and the Limited Information Maximum-Likelihood Estimation of a Structural Equation in a Simultaneous Equation System                                                     |
| 1991–1993 | Pentti Saikkonen (1), Katsuto Tanaka (2)             | Estimation of Cointegration Vectors with Linear Restrictions (1), An Alternative Approach to the Asymptotic Theory of Spurious Regression, Cointegration, and Near Cointegration (2) |
| 1994–1996 | Richard A. Davis, William T.M. Dunsmuir              | Maximum Likelihood Estimation for MA(1) Processes With A Root on or Near the Unit Circle                                                                                             |
| 1997–1999 | Stéphane Gregoir                                     | Multivariate Time Series with Various Hidden Unit Roots, Part I: Integral Operator Algebra and Representation                                                                        |
| 2000–2002 | Stefan Sperlich, Dag Tjøstheim und Lijian Yang       | Nonparametric Estimation and Testing of Interaction in Additive Models |
| 2002–2005 | Yongmiao Hong und Tae-Hwy Lee                        | Diagnostic Checking for the Adequacy of Nonlinear Time Series Models |
| 2006–2008 | Wei Biao Wu und Xiaofeng Shao                        | A Limit Theorem for Quadratic Forms and its Applications |
| 2009–2011 | Dimitris N. Politis                                  | Higher-Order Accurate, Positive Semi-Definite Estimation of Large-Sample Covariance and Spectral Density Matrices                                                                    |
| 2012–2014 | Ivana Komunjer                                       | Global Identification in Nonlinear Models with Moment Restrictions |
| 2015–2017 | Javier Hidalgo und Myung Hwan Seo                    | Specification Tests for Lattice Processes |
| 2018–2020 | Brendan K. Beare und Won-Ki Seo                      | Representation of I(1) and I(2) Autoregressive Hilbertian Processes |
| 2018–2020 | Massimo Franchi und Paolo Paruolo                    | Cointegration in Functional Autoregressive Processes |
| 2021–2023 | Lionel Truquet und Zinsou Max Débaly                 | Iterations of Dependent Random Maps and Exogeneity in Nonlinear Dynamics |
| 2021–2023 | Benedikt M. Pötscher und David Preinerstorfer        | How Reliable are Bootstrap-Based Heteroskedasticity Robust Tests? |